# Кедровый (город)
Кедро́вый — город в Томской области России, административный центр городского округа город Кедровый. Является городом областного подчинения.

## География
Город находится в долине реки Чузик (бассейн реки Обь), недалеко от села Пудино, в 480 км к западу от Томска.

## История
Кедровый является одним из самых маленьких городов по численности населения в России. Основан в 1982 году как посёлок нефтяников, в 1987 году получил статус города. Город в основном состоит из типовых пятиэтажных домов, расположенных среди соснового бора.

## Символика
Нынешний герб города был принят в 2009 году.
Герб отражает исторические, экономические, природные особенности муниципального образования. Серебряное поле символизирует экологию, чистоту, стремление сохранить окружающую природу. Ветка кедра с шишками указывает на название города Кедрового. Кедр — символ силы, неподкупности, достоинства, долговечности. Лазоревый язык пламени природного газа и чёрная капля нефти символизируют природные богатства.

## Население
| 1989  | 1992  | 1996  | 1998  | 2000  | 2001  | 2002  | 2003  | 2005  | 2006  |
| ----- | ----- | ----- | ----- | ----- | ----- | ----- | ----- | ----- | ----- |
| 1998  | ↗2200 | ↗5500 | ↘2700 | ↘2500 | →2500 | ↗3052 | ↗3100 | ↘3000 | ↘2800 |
| 2007  | 2008  | 2009  | 2010  | 2011  | 2012  | 2013  | 2014  | 2015  | 2016  |
| ↘2700 | →2700 | ↘2612 | ↘2451 | ↗2500 | ↘2290 | ↘2194 | ↘2187 | ↘2129 | ↘2049 |
| 2017  | 2018  | 2019  | 2020  | 2021  |       |       |       |       |       |
| ↘2041 | ↘2024 | ↘1940 | ↘1884 | ↘1818 |       |       |       |       |       |

Один из самых малочисленных городов России. На 1 января 2024 года по численности населения город находился на неизвестном (невозможно определить город)-м месте из 1119 городов Российской Федерации.

## Климат
Климат умеренно-холодный. Большое количество осадков, даже в засушливые месяцы. По классификации климатов Кёппена — влажный континентальный климат с тёплым летом (индекс Dfb). Среднегодовая температура в Кедровом — −0.9 °C, среднее количество осадков в год составляет 478 мм.
- Среднегодовая относительная влажность воздуха — 74 %. Среднемесячная влажность — от 61 % в мае до 82 % в ноябре.
- Среднегодовая скорость ветра — 2,8 м/с. Среднемесячная скорость — от 2,0 м/с в июле до 3,4 м/с в апреле[17].

| Показатель              | Янв.  | Фев.  | Март  | Апр.  | Май   | Июнь | Июль | Авг. | Сен. | Окт.  | Нояб. | Дек.  | Год   |
| ----------------------- | ----- | ----- | ----- | ----- | ----- | ---- | ---- | ---- | ---- | ----- | ----- | ----- | ----- |
| Абсолютный максимум, °C | 4,4   | 6,3   | 15,8  | 27,0  | 35,1  | 35,2 | 36,1 | 33,6 | 30,6 | 22,6  | 9,4   | 3,6   | 36,1  |
| Средний максимум, °C    | −15,5 | −13,8 | −4,5  | 5,0   | 14,4  | 21,7 | 24,5 | 20,5 | 14,4 | 3,4   | −6,7  | −12,8 | 4,2   |
| Средняя температура, °C | −20   | −18,9 | −10,3 | −0,2  | 8,3   | 15,5 | 18,5 | 14,9 | 9,2  | −0,1  | −10,6 | −17,2 | −0,9  |
| Средний минимум, °C     | −24,4 | −24   | −16   | −5,4  | 2,3   | 9,4  | 12,5 | 9,3  | 4,0  | −3,6  | −14,4 | −21,5 | −6    |
| Абсолютный минимум, °C  | −52,9 | −49,3 | −45,2 | −34,6 | −16,5 | −5   | −0,6 | −4   | −9,4 | −32,9 | −48,4 | −50,9 | −52,9 |
| Норма осадков, мм       | 25    | 17    | 17    | 26    | 43    | 60   | 72   | 70   | 45   | 43    | 35    | 25    | 478   |
| Источник:               |       |       |       |       |       |      |      |      |      |       |       |       |       |

## Экономика
Центр Пудинского нефтегазодобывающего района. Перспективы развития города связаны с разработкой нефтяных и газовых месторождений, лицензии на которые принадлежат компаниям АО «Востокгазпром» и ПАО "НК «Роснефть». Нефтепровод Игольско-Таловое — Герасимовское (169 км); газопровод Герасимовское — Кедровый (43 км).

## Транспорт
Постоянного сухопутного сообщения с дорожной сетью России не имеет. Зимник Парбиг—Кедровый длиной около 150 км позволяет выйти на автодорогу Р399 Яровое-Томск.
В августе 2007 года произошёл инцидент, когда два микроавтобуса, в которых находились 22 человека, застряли на зимнике, а известно об этом стало только спустя двое суток. Поскольку у пассажиров к тому времени могли закончиться запасы продовольствия и воды, а мобильной связи в этом районе нет, по приказу заместителя начальника ГУ МЧС из пожарной части Кедрового был выслан навстречу тягач с продуктами питания и водой, а из Бакчара для оказания помощи вышел трактор. В результате инцидента никто не пострадал, однако МЧС обратилось к властям с просьбой контролировать выход и прибытие междугородних автобусов.
Весной 2011 года Кедровый на месяц остался без единственной дороги на «большую землю».
В Кедровом отсутствуют городские автобусные маршруты, но есть пригородный маршрут №1 — в посёлок Калининск через село Пудино, обслуживаемый филиалом ОАО «Бакчаравтотранс» на автобусах семейства ПАЗ-3205.
Аэропорт, аэровокзал сгорел в июле 2006 года. Производятся вылеты в вахтовые посёлки Герасимовское, Лугинецкое, Казанское вертолётами Ми-8 с вертолётных площадок около Кедрового.
В 2019 году было возобновлено воздушное сообщение между Томском и Кедровым.
В июле 2021 года, самолёт Ан-28, который летел из Кедрового в Томск, совершил аварийную посадку на болото в районе Бакчара. Все 18 человек, находившихся на борту, остались живы.
После инцидента и прекращения сообщения между удалёнными населёнными пунктами Томской области (в том числе и Кедровым), властями региона был объявлен конкурс на поиск нового перевозчика по направлениям «Томск-Кедровый» и «Томск-Каргасок-Новый Васюган», который по состоянию на апрель 2022 года не состоялся в связи с отсутствием заявок.